# Louis Godin

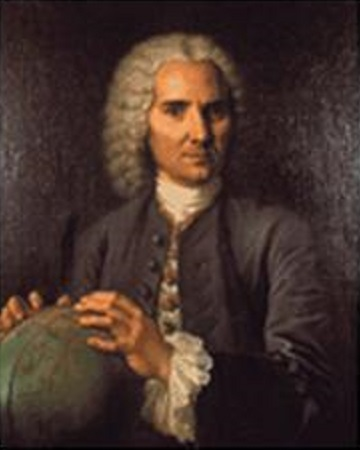
Louis Godin

Louis Godin (* 28. Februar 1704 in Paris; † 11. September 1760 in Cádiz) war ein französischer Astronom. Sein Neffe war Jean Godin des Odonais.

## Leben und Wirken
Godin verfasste die ersten alphabetisch geordneten Inhaltsverzeichnisse der Zeitschrift Histoire de l’Académie royale des sciences Année […]. Avec les mémoires de mathématique et de physique. Die die Jahre von 1666 bis 1730 umfassenden vier Bände erschienen von 1729 bis 1734 unter dem Titel Table alphabetique des matieres contenues dans l’histoire et les memoires de l’Academie Royale des Sciences. Von 1730 bis 1734 gab er das astronomische Jahrbuch Connaissance des temps heraus.
Godin war zusammen mit Charles Marie de La Condamine, Pierre Bouguer und Joseph de Jussieu Teilnehmer der Peru-Expedition 1735, um die Länge eines Meridianbogen in der Nähe des Äquators zu bestimmen (siehe Gradmessung).

## Ehrungen
Godin wurde am 24. August 1725 Mitglied der Académie royale des sciences. Am 27. März 1735 wurde er als Mitglied („Fellow“) in die Royal Society aufgenommen. Godin war seit dem 16. März 1752 auswärtiges Mitglied der Preußischen Akademie der Wissenschaften.
Der Mondkrater Godin und der 1991 entdeckte Asteroid (12715) Godin sind nach ihm benannt.

## Schriften (Auswahl)
Bücher
- Table alphabetique des matieres contenues dans l’histoire et les memoires de l’Academie Royale des Sciences.
  - Band 1: Annees 1666–1698, Paris 1734 (Digitalisat).
  - Band 2: Annees 1699–1710, Paris 1729 (Digitalisat).
  - Band 3: Annees 1711–1720, Paris 1731 (Digitalisat).
  - Band 4: Annees 1721–1730, Paris 1734 (Digitalisat).

Zeitschriftenbeiträge
- Sur le Meteore qui a paru le 19 Octobre de cette Année. In: Histoire de l’Académie royale des sciences Année MDCCXXVI. Avec les mémoires de mathématique et de physique. Paris 1728, S. 287–302 (Digitalisat).
- Observation de l’Eclipse de Soleil, du 26 Septembre 1726. Faite a l’Observatoire Royal. In: Histoire de l’Académie royale des sciences Année MDCCXXVI. Avec les mémoires de mathématique et de physique. Paris 1728, S. 330–331 (Digitalisat).
- Observation de l’Éclipse de Lune du 13 Février 1729 au soir, faite à l’Observatoire Royal. In: Histoire de l’Académie royale des sciences Année MDCCXXIX. Avec les mémoires de mathématique et de physique. Paris 1731, S. 9–11 (Digitalisat).
- Observation de l’Éclipse totale de Lune du 8 Août 1729. In: Histoire de l’Académie royale des sciences Année MDCCXXIX. Avec les mémoires de mathématique et de physique. Paris 1731, S. 346–349 (Digitalisat).
- Du quart de Cercle Astronomique fixe. In: Histoire de l’Académie royale des sciences Année MDCCXXXI. Avec les mémoires de mathématique et de physique. Paris 1733, S. 194–222 (Digitalisat).
- Observation de l’Eclipse de Lune du 20 Juin 1731. In: Histoire de l’Académie royale des sciences Année MDCCXXXI. Avec les mémoires de mathématique et de physique. Paris 1733, S. 231–236 (Digitalisat) – mit Grandjean.
- Sur la Parallaxe de la Lune. In: Histoire de l’Académie royale des sciences Année MDCCXXXII. Avec les mémoires de mathématique et de physique. Paris 1735, S. 51–63 (Digitalisat).
- Observation de l’Eclipse totale de Lune du 1 Décembre 1732. faite à Paris. Et comparaison de cette Observation a celles qui ont été faites à Madrid, à Seville, & à Chandernagor au Royaume de Bengale. D’où resulte la différence des Méridiens entre Paris & ces Villes. In: Histoire de l’Académie royale des sciences Année MDCCXXXII. Avec les mémoires de mathématique et de physique. Paris 1735, S. 484–494 (Digitalisat).
- Addition qu’il faut faire aux Quarts-de-Cercle fixes dans le Méridien. In: Histoire de l’Académie royale des sciences Année MDCCXXXIII. Avec les mémoires de mathématique et de physique. Paris 1735, S. 36–39 (Digitalisat).
- Observation de l’Eclipse du Soleil. Faite a Paris le 13 Mai 1733. In: Histoire de l’Académie royale des sciences Année MDCCXXXIII. Avec les mémoires de mathématique et de physique. Paris 1735, S. 149–150 (Digitalisat).
- Observation de l’Eclipfe de Lune du 28 Mai 1733. In: Histoire de l’Académie royale des sciences Année MDCCXXXIII. Avec les mémoires de mathématique et de physique. Paris 1735, S. 195–197 (Digitalisat).
- Méthode pratique de tracer fur terre un Parallele par un degré de latitude donné; Et du rapport du même Parallele dans le Sphéroïde oblong, & dans le Spheroide applati. In: Histoire de l’Académie royale des sciences Année MDCCXXXIII. Avec les mémoires de mathématique et de physique. Paris 1735, S. 223–232 (Digitalisat).
- Des apparences du Mouvement des Planetes dans un Èpicycle. In: Histoire de l’Académie royale des sciences Année MDCCXXXIII. Avec les mémoires de mathématique et de physique. Paris 1735, S. 285–293 (Digitalisat).
- Méthode nouvelle de trouver la Hauteur du Pole. In: Histoire de l’Académie royale des sciences Année MDCCXXXIV. Avec les mémoires de mathématique et de physique. Paris 1736, S. 409–416 (Digitalisat).
- Que l’obliquité de l’Ecliptique diminue, & de quelle manière; et que le noeuds des planètes sont immobiles. In: Histoire de l’Académie royale des sciences Année MDCCXXXIV. Avec les mémoires de mathématique et de physique. Paris 1736, S. 491–502 (Digitalisat).
- Méthode d'observer la variation de l’Aiguille aimantée en Mer. In: Histoire de l’Académie royale des sciences Année MDCCXXXIV. Avec les mémoires de mathématique et de physique. Paris 1736, S. 590–594 (Digitalisat).
- La Longueur du Pendule simple; qui bat les Secondes du Temps moyen, observée à Paris & au Petit Goave en l’Ile Saint-Domingue. In: Histoire de l’Académie royale des sciences Année MDCCXXXV. Avec les mémoires de mathématique et de physique. Paris 1738, S. 505–521 (Digitalisat).
- Méthode de déterminer la Parallaxe du Soleil par obfervation immédiate. In: Histoire de l’Académie royale des sciences Année MDCCXXXVIII. Avec les mémoires de mathématique et de physique. Paris 1740, S. 347–360 (Digitalisat).
- Observation de l’Eclipse de Lune, du 8 Septembre 1737, faite à Quito. In: Histoire de l’Académie royale des sciences Année MDCCXXXIX. Avec les mémoires de mathématique et de physique. Paris 1741, S. 389–392 (Digitalisat).

Herausgeber der Connoissance des temps
- La Connoissance des temps pour l’année 1730. Au meridien de Paris […]. Paris 1730 (Digitalisat).
- La Connoissance des temps pour l’année 1731. Au meridien de Paris […]. Paris 1731 (Digitalisat).
- La Connoissance des temps pour l’année bissextile 1732. Au meridien de Paris […]. Paris 1732 (Digitalisat).
- La Connoissance des temps pour l’année 1733. Au meridien de Paris […]. Paris 1733 (Digitalisat).
- La Connoissance des temps pour l’année 1734. Au meridien de Paris […]. Paris 1734 (Digitalisat).